# Eresus crassitibialis
Eresus crassitibialis är en spindelart som beskrevs av Jörg Wunderlich 1987. Eresus crassitibialis ingår i släktet Eresus och familjen sammetsspindlar.
Artens utbredningsområde är Kanarieöarna. Inga underarter finns listade i Catalogue of Life.